# Fernando Íscar Peyra
Fernando Íscar Peyra (Barcelona, 1886-Salamanca, 6 de octubre de 1958). Político, literato y periodista español. Era salmantino de adopción, aunque nacido en Barcelona.
En 1899, con cargo al presupuesto de la Junta de Colegios de la Universidad de Salamanca, fue becado para hacer estudios en París y Londres.
Fue el primer vicepresidente del Centro de Estudios Salmantinos. Fue enterrado en el cementerio de San Carlos Borromeo. La ciudad de Salamanca cuenta con una calle que lleva su nombre.

## Obras
- Vestigios (1914)
- Los peleles (1916)
- Literatura salmantina: Conferencia del curso extraordinario organizado por el Ateneo de Valladolid, leída en el Teatro Lope de Vega el 16 de marzo de 1917 (1917)
- La Bolsa y La Vida: Novela Picaresca (1923)
- Ecos de la francesada: las memorias de Zahonero y Alegría (1927)
- Horizontes: poemas y paisajes (1928), con José Álvarez Rodríguez
- Gabriel y Galán: poeta de Castilla (1936)
- Salamanca (1941)
- 40 estampas iluminadas (1948), con Rufino Aguirre Ibáñez y José Núñez Larraz